# Distrito de Seoni
Seoni (en hindi; सिवनी जिला) es un distrito de la India en el estado de Madhya Pradesh. Código ISO: IN.MP.SO.
Comprende una superficie de 8 758 km².
El centro administrativo es la ciudad de Seoni.

## Demografía
Según censo 2011 contaba con una población total de 1 378 876 habitantes, de los cuales 683 960 eran mujeres y 694 916 varones.

## Localidades
- Ghansore